# Альпийские и дунайские рейхсгау
Альпийские и дунайские рейхсгау (нем. Alpen- und Donau-Reichsgaue, также рейхсгау Восточной марки (нем. Reichsgaue der Ostmark), до 1939 года — нем. Land Österreich, земля Австрия) — общее название семи рейхсгау, созданных на территории аннексированной нацистской Германией Австрии.

## Присоединение Австрии к Рейху
Австрия была присоединена к территории Германии в качестве земли 13 марта 1938 года и 14 октября 1938 года переименована в честь исторического государства Восточная марка (Остмарк, нем. Ostmark). Это должно было ослабить национальное самосознание австрийцев в пользу единой немецкой нации в рамках «Старого рейха». После окончательного раздела Чехословакии в 1938 году, согласно Мюнхенскому соглашению, к территориям Верхней и Нижней Австрии были также присоединены приграничные области южной Богемии и южной Моравии.

## Административные реформы

Современное административно-территориальное деление Австрии

Законом от 1 октября 1938 года (вступил в силу 15 октября) на территории Австрии была проведена административно-территориальная реформа, в результате которой были произведены следующие территориальные изменения:
- Восточный Тироль переходил в состав земли Каринтия.
- Земля Бургенланд была ликвидирована, а её территория поделена между землями Нижняя Австрия и Штирия.
- Верхней Австрии были переданы коммуны Бад-Аусзе (Штирия) и Бехамберг (Нижняя Австрия).
- Вена была расширена за счёт присоединения пригородных районов Нижней Австрии.
- коммуны Юнгхольц (Тироль) и Миттельберг (Форарльберг) были переданы Баварии.

Территория Вены была расширена за счёт бывших приграничных областей Нижней Австрии. Тем самым Вена стала крупнейшим по площади и вторым после Большого Берлина по численности городом Германского рейха.
Окончательное административное перестроение Австрии было произведено с ликвидацией земель и образованием рейхсгау. Законом об управлении в Восточной марке (нем. Gesetz über den Aufbau der Verwaltung in der Ostmark) от 14 апреля 1939 года на территории Австрии были образованы семь рейхсгау:
1. Рейхсгау Вена — на территории земли Вена, центр — Вена.
2. Рейхсгау Каринтия — на территории земли Каринтия, центр — Клагенфурт.
3. Рейхсгау Нижний Дунай — на территории земли Нижняя Австрия, центр — Кремс-на-Дунае.
4. Рейхсгау Верхний Дунай — на территории земли Верхняя Австрия, центр — Линц.
5. Рейхсгау Зальцбург — на территории земли Зальцбург, центр — Зальцбург.
6. Рейхсгау Штирия — на территории земли Штирия, центр — Грац.
7. Рейхсгау Тироль-Форарльберг — на территории земель Тироль и Форарльберг, центр — Инсбрук.

Созданные на территории Австрии рейхсгау получили названия рейхсгау Восточной марки, а с января 1942 года их стали называть альпийскими и дунайскими рейхсгау Великогерманской империи, чтобы не напоминать о бывшей государственной самостоятельности этих территорий.
В 1941 году после присоединения словенских территорий рейхсгау Каринтия было расширено за счёт «области гражданского управления» Каринтия и Крайна (словенские Корушка и Крайна) и рейхсгау Штирия — за счёт «области гражданского управления» Нижняя Штирия (созданной на территории словенской Нижней Штирии).